# The Sentimental Lady
The Sentimental Lady è un film muto del 1915 diretto da Walter Edwin che aveva come protagonista la famosa attrice teatrale Irene Fenwick. Girato al Saranac Lake, nello stato di New York, fu prodotto dalla George Kleine Productions e distribuito dalla Kleine-Edison Feature Services, uscendo nelle sale il 3 novembre 1915.

## Trama
Proprietaria di una compagnia industriale, Amy Cary è una donna indipendente. Ciò nonostante, coinvolta sentimentalmente, rimane vittima degli intrighi che Norman Van Aulsten, il suo fidanzato, trama con il padre, vice-presidente della società. A Trout Lake Camp, Norman seduce la figlia dal capo guida mentre Bob Nelson, un avvocato, cerca di avvertire Amy degli intrallazzi del fidanzato, senza che lei gli presti ascolto. L'uomo riuscirà a convincerla solo quando, con uno stratagemma, metterà alle strette Van Aulsten. Nelson, in questo modo, salva l'azienda di Amy, conquistando nel contempo anche il suo amore.

## Produzione
Secondo informazioni contenute nella documentazione George Kleine, il film si basava su un lavoro teatrale di Owen Davis di cui non si hanno altre notizie.

## Distribuzione
Il copyright del film, richiesto da George Kleine, fu registrato il 3 novembre 1915 con il numero LP6992. Nello stesso giorno il film, distribuito dalla Kleine-Edison Feature Service, uscì nelle sale statunitensi. Ne fu fatta in seguito una riedizione distribuita nel novembre 1920.
Copia completa della pellicola, un positivo acetato in 16 mm, si trova conservata negli archivi della Library of Congress di Washington.